# Blue Moon Blue
「Blue Moon Blue」（ブルー・ムーン・ブルー）は、今井美樹の8枚目のシングル。1992年11月6日発売。発売元はフォーライフ・レコード（現・フォーライフミュージックエンタテイメント）。

## 概要
表題曲「Blue Moon Blue」は、久石譲が編曲を手掛けた壮大なバラードナンバー。ジャズの調べを取り入れ、流麗なストリングスの響きとピアノの音色が夜の雰囲気を感じさせる楽曲となっている。この曲は、フジテレビ・松竹提携作品『パ★テ★オ』のテレビドラマおよび映画のエンディングテーマとして使用された。
カップリング曲「かげろう」は今井自身が作詞を担当している。

## 収録曲
1. Blue Moon Blue　 
作詞：岩里祐穂／作曲：上田知華／編曲：久石譲
2. かげろう　
作詞：今井美樹／作曲：MAYUMI／編曲：久石譲
3. Blue Moon Blue (Instrumental)